# Блау, Питер
Пи́тер Майкл Бла́у (англ. Peter Michael Blau; 7 февраля 1918, Вена — 12 марта 2002, Нью-Йорк) — американский социолог. Главный редактор American Journal of Sociology (1960—1966).
Родился в Вене, Австрия, эмигрировал в США в 1939 году. В 1949—1951 годах преподавал в университете Уэйна в городе Детройт, штат Мичиган. Получил докторскую степень в Колумбийском университете в 1952 году. С 1953 по 1970 годы преподавал в университете Чикаго. В 1970 году вернулся в Колумбийский университет, где продолжал работать до 1988 года. С 1988 по 2000 год преподавал вместе со своей женой Джудис Блау  в университете Северной Каролины как заслуженный профессор в отставке. Его социологической специальностью были организационные и социальные структуры, в частности бюрократия. Блау создал теорию вертикальной мобильности, используя социальные аспекты производственных возможностей, гетерогенности структуры населения и её влияния на поведение человека. Он также был первым, кто исследовал широкое разнообразие социальных сил (эту работу продолжил потом Миллер МакФирсон).
Президент Американской социологической ассоциации (1974).
Член Национальной академии наук США (1980).

## Биография
Питер Блау родился в 1918 году в Вене в еврейской семье.
Приход к власти Гитлера и Вторая мировая война очень негативно отразились на Блау, его семье и всей его жизни.
В возрасте семнадцати лет он был признан виновным в государственной измене за высказывания против репрессий в статьях, которые он писал для подпольной газеты Социал-демократической партии Австрии. По стечению обстоятельств вскоре после его заключения он был освобождён (в это время запрет на политическую деятельность был временно снят благодаря пришедшим к власти национал-социалистам). После аншлюса 1938 года Блау попытался бежать в Чехословакию, его сестру отправили в Англию, а остальные члены семьи решили остаться в Австрии. Побег не удался, его схватили нацисты, и, пережив пытки, после очередного освобождения он отправился в Прагу. Его вузовский преподаватель помог ему получить разрешение на переезд в Америку на учёбу. Из-за осложнения с визой ему пришлось некоторое время работать во французском лагере. В конце концов он прибыл в Гавр (Франция), где получил стипендию эмигранта для обучения в Элмхерстском колледже (Элмхерст, Иллинойс).
Питер Блау стал гражданином Америки в 1943 году. В 1942 году, вступив в армию Соединённых Штатов, он был отправлен в Европу, где служил разведчиком, используя свои навыки владения немецким языком. За добросовестное исполнение обязанностей он был награждён Бронзовой звездой. В это время Блау получил известие о том, что его семья погибла в Освенциме.
Получив степени бакалавра в Элмхурстском колледже, Блау продолжил своё обучение в Колумбийском университете, где в 1952 году получил степень доктора философии.
Одним из наиболее весомых вкладов в сферу социологии стала книга «Американская структура занятости», изданная в 1967 году, над которой Блау работал вместе с Отисом Дадли Дунканом. Блау также известен своим вкладом в теорию социологии: целью книги «Обмен и сила в социальной жизни» был анализ процессов объединения людей, послуживший основой его теории социальной структуры. Книга Блау 1977 года «Неравенство и гетерогенность» представляет макросоциологическую теорию социальных структур, дающую количественную оценку концепции социальных структур, с упором на перемещения людей по социальным позициям, влияющие на их социальные отношения.
Блау был избран президентом Американской социологической ассоциации (1973—1974) и членом Национальной академии наук (1980).
Умер 12 марта 2002 года от острого респираторного дистресс-синдрома.

## Научный вклад
В первых своих исследованиях, синтезируя идеи Макса Вебера со структурно-функциональным подходом, Блау пытался определить источники структурных изменений в формальных организациях и тенденции развития бюрократических организаций в современном капиталистическом обществе.
Вместе с Хомансом считается одним из создателей концепции социального обмена, но концентрирует внимание не на изучении психологических мотивов межличностных отношений, как Хоманс, а пытается придать постулатам теории обмена в большей мере социологическую ориентацию, комбинируя их с категориями структурного функционализма и теорией конфликта. Предоставляя решающую роль в межличностных отношениях экономическим аспектам (пользе, выгоде, вознаграждению), он ставит задачу вывести из простейших форм социального обмена «эмерджентные свойства» социальной структуры: ролевые отношения, власть и законность, коллективные ценности, взаимоотношения сложных социальных организаций. Блау являлся одним из крупнейших в США специалистов по изучению социальной структуры.
В конце 60-х годов под руководством Блау и Дункана проводилось основательное изучение динамики социальной структуры, в ходе которого широко использовались математические методы и была сформулирована «базовая модель мобильности между поколениями», в которой были описаны факторы, влияющие на изменение социального статуса детей. В работах 70-х годов Блау уделяет первостепенное внимание созданию концепции эмпирического структурализма, в которой делается попытка анализа основных параметров социальной структуры исходя из эмпирически наблюдаемых и зафиксированных в эмпирическом исследовании признаков. Эту концепцию Блау противопоставляет структурно-функциональной теории стратификации, отмечает определяющую роль в социальной дифференциации ценностно-нормативных связей.

## Теория обмена Питера Блау
Концепции социального обмена представляют собой довольно известное течение в истории социологической, а также психологической мысли. Традиционно их относят к области микросоциологического анализа, впрочем, это не вполне корректно. Представители концепций обмена стремились создать теорию поведения человека и анализировали институциональное поведение. Эти концепции часто рассматривают как альтернативу «большой» теории Парсонса: не только потому, что авторы начинают с микроанализа, но и потому, что они пытались создать качественно иное объяснение социального поведения. Хоманс стремился построить общую социологическую теорию, объяснить человеческое поведение, добраться до его корней. При этом его не интересовала субъективная мотивация поведения, он был нацелен на объективистскую социологию.
Блау продолжил дело Хоманса, пытаясь проанализировать взаимодействие между макросистемами. Кроме того, Блау обогатил теорию социального обмена, включив перспективы различных социологических теорий: структурного функционализма, символического интеракционизма, конфликтологических концепций. Таким образом, теория обмена не противопоставляет себя парсоновский теории, а использует её достижения в объяснении институционального поведения.
Блау сосредоточился на процессе обмена, который, по его мнению, управляет значительной частью человеческого поведения и лежит в основе как межличностных, так и межгрупповых отношений. Учёный исследовал четырёхступенчатую последовательность, направленную от межличностного обмена к социальной структуре и далее к социальному изменению:
- межличностный обмен, который ведёт к следующему, ведь индивиды не всегда обеспечивают вознаграждение друг друга в равной степени, при этом они постоянно оценивают друг друга с точки зрения владения ресурсами;
- дифференциация статуса и власти;
- легитимизация и организация. Социальная структура рождается из взаимодействия отдельных индивидов и сама начинает влиять на взаимодействие, предполагая два типа организации: первый порождается процессами обмена и конкуренции, по второму организации создаются специально для достижения определённых целей;
- оппозиция и изменение: как правило, создание организаций оборачивается возникновением оппозиции и конфликта между ними.

Утверждая, что он лишь расширил теорию обмена до уровня крупных сообществ, Блау всё же изменил её в корне. Пытаясь расширить границы теории обмена, Блау превратил её в макроуровневую теорию. Как эклектичная комбинация различных социологических подходов, концепция Блау не смогла преодолеть присущий теории обмена в целом редукционизм и априорный характер исходных предположений, вместе с тем отразив свойственную современному капиталистическому обществу тенденцию усиления рационализации человеческих отношений.

## Известные цитаты
Одним из наиболее известных высказываний Питера Блау является: «Вы не можете выйти замуж за эскимоса, когда рядом нет ни одного эскимоса». Он хотел сказать, что процветающие общества являются плюралистическими, поборниками равноправия, разнообразными, что наделяет их членов космополитическими возможностями.

## Работы
- Бюрократия в современном обществе, (1956)
- Теория социальной интеграции, (1960)
- Обмен и власть в социальной жизни, (1964)
- Американская структура занятости, (1967)